# Charles Le Cœur
Pour les articles homonymes, voir Lecœur.
Charles Justin Le Cœur (Paris, 3 mai 1830 - Paris, 19 avril 1906) est un architecte français.

## Biographie

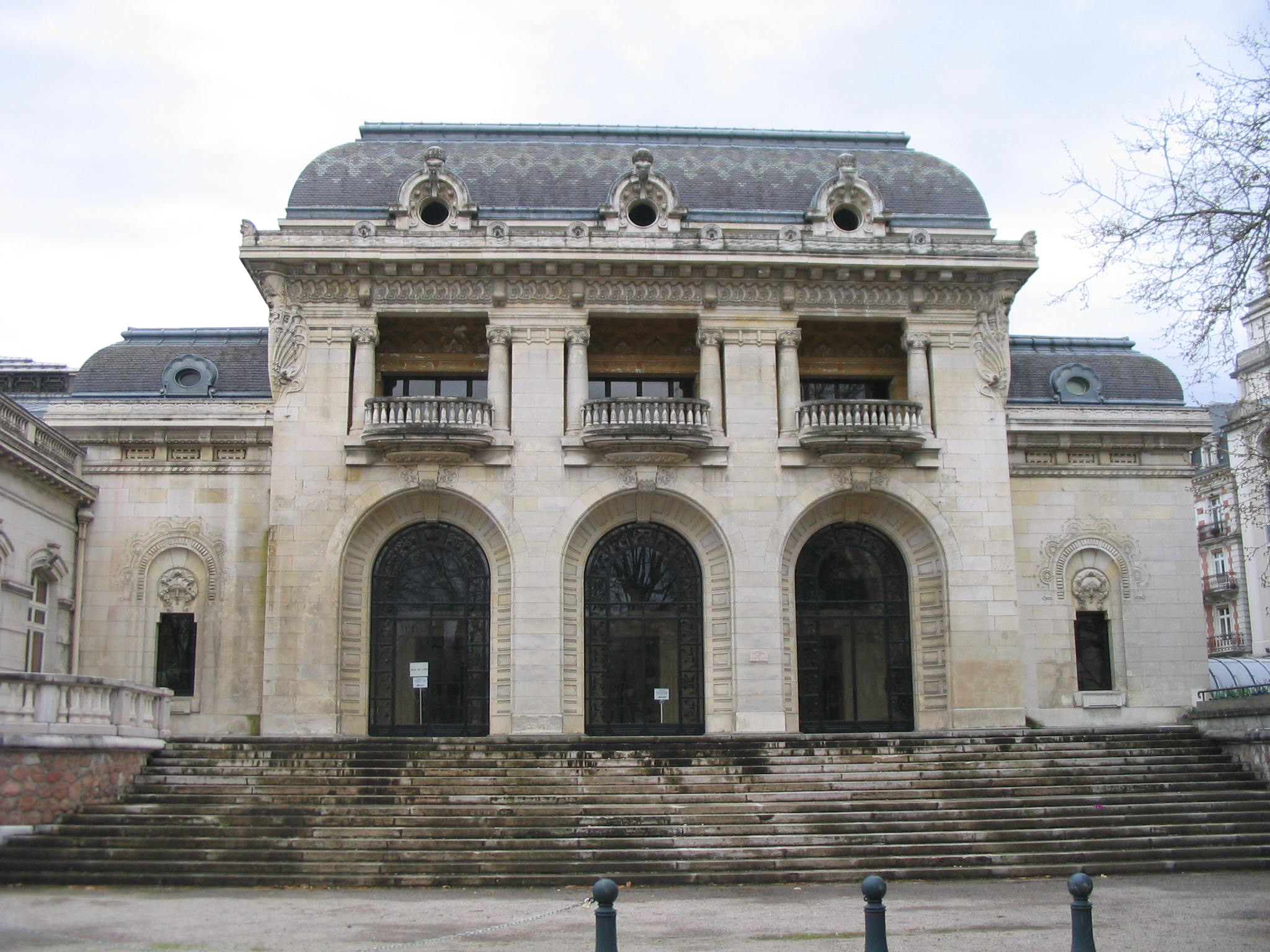
Façade nord du théâtre de Vichy édifiée par Le Cœur (1901).

Diplômé des Beaux-arts de Paris en 1856, Charles Le Cœur suit les cours d'Henri Labrouste.
Fils de menuisier, il appartient à une fratrie d'artistes : son frère cadet, Jules (1832-1882), peintre et architecte, fut l'un des premiers mécènes de Renoir.
Architecte méconnu de la Troisième République, Charles Le Cœur s'intéresse également au travail de Renoir, qui fait d’ailleurs son portrait en 1874, le représentant chez lui, à Fontenay-aux-Roses, avec la dédicace suivante : « Ô Galand Jard » (Au Galand Jardinier).
Suivant les directives de Victor Duruy puis de Jules Ferry et rattaché au ministère de l'Instruction publique, Le Cœur élabore la typologie des grands lycées parisiens dont il est l'architecte (Louis-le-Grand, Condorcet, Montaigne, etc.). Il poursuit également son travail sur des lycées en province (Bayonne, Montluçon, Aix-en-Provence, Vierzon…).
Par ailleurs, il réalise des établissements thermaux, dont l'ensemble de Vichy, avec casino et théâtre, qui marque l'apogée de sa carrière (1901-1903). Pour le projet vichyssois, il s'adjoint l'architecte Lucien Woog, de décorateurs comme Léon Rudnicki et du sculpteur Pierre Seguin. Il dessine aussi les plans du hall des Sources.
Le Cœur travaille également pour une clientèle privée, issue de l'aristocratie européenne du monde politique ou des arts : par exemple, il fit appel à Renoir pour la décoration intérieure de l'hôtel du prince Alexandre Bibesco, boulevard de La Tour-Maubourg à Paris.
Son style laisse libre cours à la polychromie et peut être rattaché, dans sa dernière phase, à l'Art nouveau.
Il reçoit la Légion d'honneur en 1885.
Il est le père de Marie Le Coeur (1858–1937); de Théodore Joseph Le Cœur (1860-1904), entrepreneur en charpentes et de François Le Cœur (1872-1934), également architecte.
Il est inhumé au cimetière du Montparnasse (3e division).